# Intercambiador Imabarikita
El intercambiador Imabarikita (今治北インターチェンジ Imabarikita-intāchenji?) es un intercambiador que se encuentra en la ciudad de Imabari de la prefectura de Ehime. Es el último acceso a la autovía de Nishiseto en dirección hacia la prefectura de Hiroshima y la anteútlima en sentido contrario.

## Características
Es un intercambiador parcial que sólo permite entrar para dirigirse hacia la ciudad de Onomichi o salir de la misma viniendo desde la ciudad de Onomichi.
Cuenta con el área de servicios Kurushimakaikyo (来島海峡サービスエリア Kurushima-kaikyō Sābisu-eri'a?), al que sólo se puede acceder viniendo del intercambiador Ooshimaminami.
Hasta el 24 de abril de 2006, en el que se inaugura el tramo de la autovía de Nishiseto que atraviza la isla Oo, la autopista finalizaba en el siguiente intercambiador, el intercambiador Ooshimaminami.

## Cruces importantes
- Ruta Nacional 317

## Alrededores del intercambiador
- Parque Itoyama (糸山公園 Itoyama-kōen?)
- Gran Puente del Estrecho de Kurushima
- Estación Hashihama

## Intercambiador anterior y posterior
- Autovía de Nishiseto (hacia Onomichi)

Intercambiador Imabari << Intercambiador Imabarikita >> Intercambiador Ooshimakita
- Autovía de Nishiseto (desde Onomichi)

Intercambiador Ooshimaminami << Intercambiador Imabarikita >> Intercambiador Imabari